# Gescher
Gescher – miasto w Niemczech, w kraju związkowym Nadrenia Północna-Westfalia, w rejencji Münster, w powiecie Borken. Liczy 17 185 mieszkańców (2010).

## Miasto dzwonów

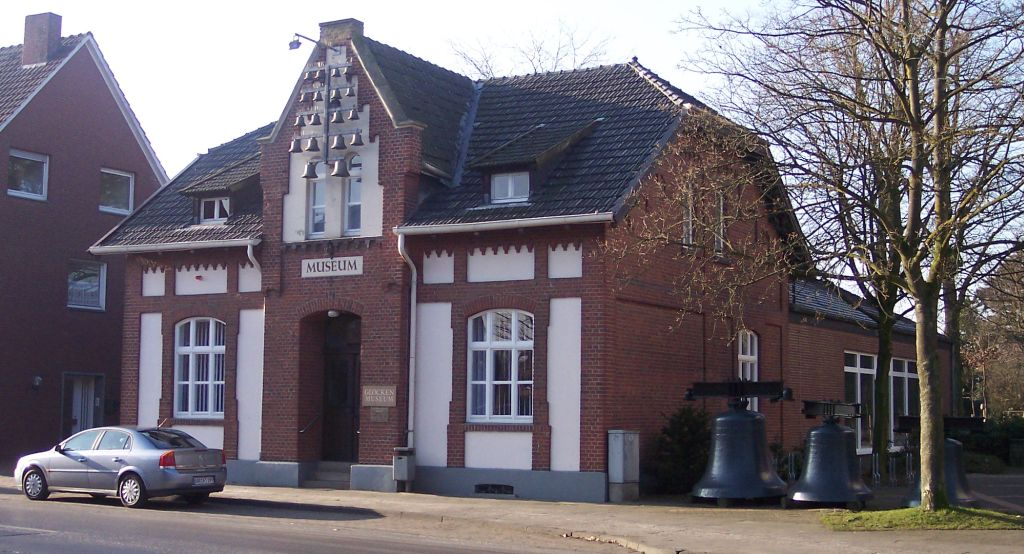
Muzeum dzwonów w Gescher

Miasto Gescher nazywane jest „Miastem dzwonów” z powodu znajdującej się tam od 1790 roku ludwisarni, funkcjonującej pod nazwą Petit & Gebr. Edelbrock. W roku 1980 otwarto w Gescher Westfalskie Muzeum Dzwonów przedstawiające 900 letnią historię użytkowania dzwonów.